# Perché pagare per essere felici
Perché pagare per essere felici és un documental del 1971 dirigit per Marco Ferreri.

## Argument
Rodat entre Toronto, Montréal, Winnipeg, i especialment al "Powder Ridge Pop Festival" entre 1969 i 1970, Ferreri intenta fotografiar els canvis de la societat nord-americana als anys setanta amb les reflexions posteriors sobre el moviment hippie a Itàlia. La pregunta que el director es va fer va ser què va impulsar desenes de joves hippies de tot Amèrica del Nord a reunir-se en aquelles ocasions. Arran del clima de protesta i revolta del 1968 (a Europa, però anticipat uns anys als EUA), les novetats culturals i de vestuari en els joves també es van estendre a Itàlia, on l'onada de canvi va assolir el seu punt àlgid en la tertúlia al Parco Lambro a Milà a finals de juliol de 1976, coincidint amb l'emissió d'aquesta pel·lícula a Rai 2 a BN el 30 de juliol. En el documental Ferreri també insereix imatges del Festival de Woodstock (1969). Recentment es va tornar a presentar al Bellaria Film Festival (2007).